# Choisy-au-Bac
Choisy-au-Bac is een gemeente in het Franse departement Oise (regio Hauts-de-France). De plaats maakt deel uit van het arrondissement Compiègne. In de gemeente ligt spoorwegstation Choisy-au-Bac. Choisy-au-Bac telde op 1 januari 2022 3.386 inwoners.

## Geografie
De oppervlakte van Choisy-au-Bac  bedroeg op 1 januari 2022 15,86 vierkante kilometer; de bevolkingsdichtheid was toen 213,5 inwoners per km².

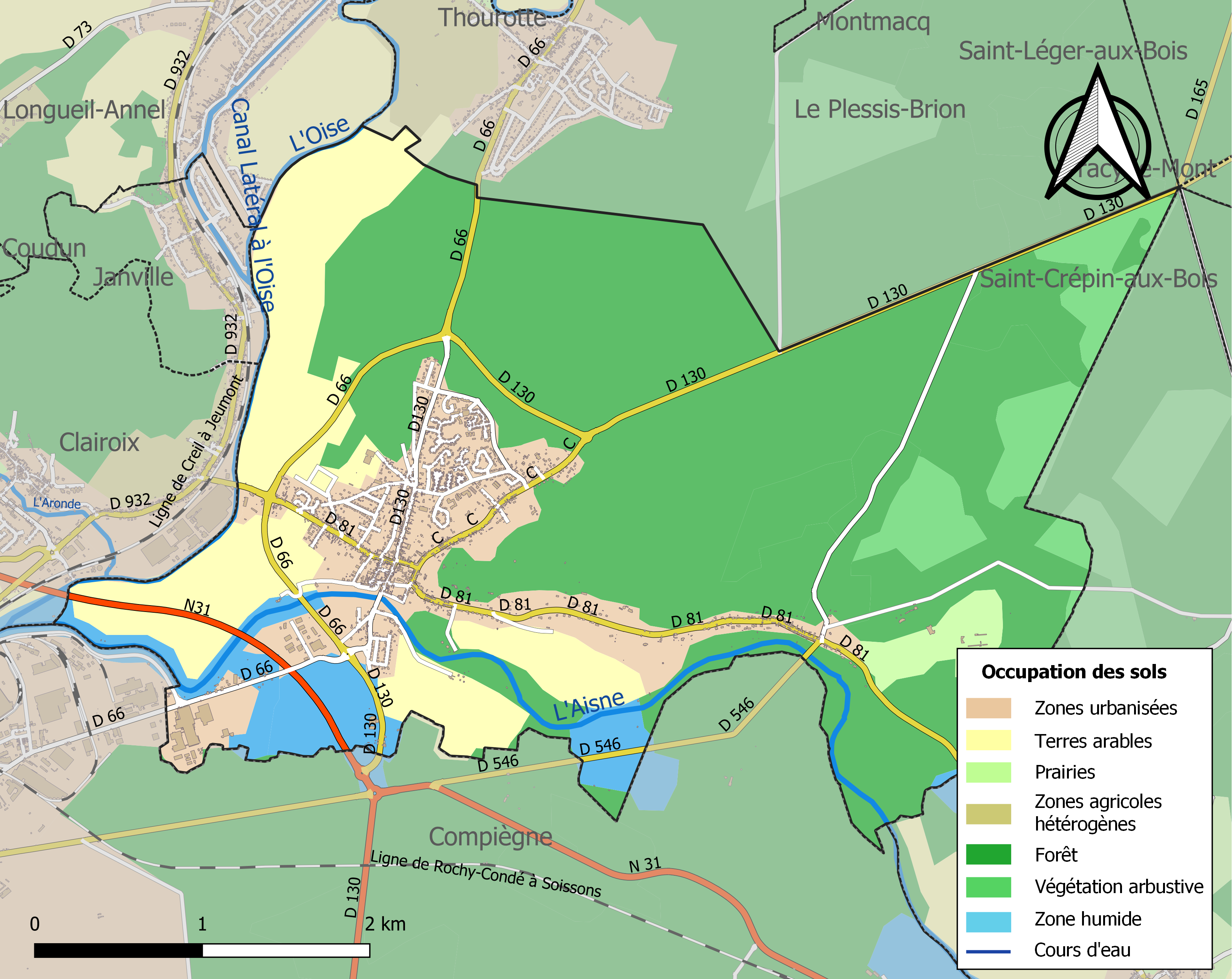
Kaart van de gemeente met belangrijkste infrastructuur, bodemgebruik en omliggende gemeenten

## Demografie
Onderstaande figuur toont het verloop van het inwonertal (bron: INSEE-tellingen).